# استورم‌پلدر
استورم‌پلدر (به هلندی: Stormpolder) یک منطقهٔ مسکونی در هلند است که در کریمپن ان‌دن ایسل واقع شده‌است.